# Magwe FC
El Magwe FC es un equipo de fútbol de Birmania que juega en la Liga Nacional de Myanmar, primera categoría de fútbol en el país.

## Historia
Fue fundado en el año 2009 en la ciudad de Magwe con el nombre Magway FC y es propiedad de Htun Myint Naing, director ejecutivo de Asia World Co., Ltd..
Fue uno de los equipos fundadores de la Liga Nacional de Myanmar en 2009 como representante de la división de Magwe, en la cual terminaron en segundo lugar.
En la temporada 2016 ganaron la Copa General Aung San al vencer al Yangon United FC, con lo que clasificaron a la Copa AFC 2017, el primer torneo internacional en su historia.

## Palmarés
- Copa General Aung San: 1

2016